# 内藤貞正
内藤 貞正（ないとう さだまさ）は、室町時代の武将。細川氏の家臣。丹波国守護代。丹波八木城主。

## 略歴
丹波内藤氏は代々丹波守護の細川京兆家に仕え、守護代を務める家柄であった。
永正4年（1507年）6月、主君の細川政元が暗殺されるという永正の錯乱が起こる。貞正は当初細川澄之に与しており、澄之が戦死した崇福寺・遊初軒の戦いにも参戦している。澄之の跡を細川澄元が継ぐと、貞正は細川家の細川高国、摂津国人の伊丹元扶らと共に前将軍足利義稙を擁する大内義興の上洛軍を迎え、永正5年（1508年）4月には、細川澄元や三好之長、11代将軍足利義澄を近江へ追い落とした。貞正は細川高国に重用され、永正9年（1512年）2月15日、細川高国邸で行われた猿楽興行を主催している。
遅くても永正11年（1514年）までに息子の国貞に守護代の地位を譲っているが、隠居が目的ではなく国貞が京都で高国を補佐し、貞正は丹波の統治に専念するためであったと考えられる。
永正17年（1520年）5月の等持院の戦いでも貞正は伊丹国扶と共に細川高国を支援し、三好之長を敗死させた。